# 莱河畔穆捷
萊河畔穆捷（法語：Moutiers-sur-le-Lay，法語發音：[mutje syʁ lə lɛ]）是法国卢瓦尔河地区大区旺代省的一个市镇，位于该省中部偏南，属于永河畔拉罗什区。

## 地理
莱河畔穆捷（46°33'17"N, 1°9'28"W）面积18.28 平方千米，位于法国卢瓦尔河地区大区旺代省，该省份为法国西部沿海省份，北起大西洋卢瓦尔省和曼恩-卢瓦尔省，西临大西洋，南至滨海夏朗德省，东部及东南部与德塞夫勒省接壤。
与莱河畔穆捷接壤的市镇（或旧市镇、城区）包括：贝赛、吉贝尔堡、莱河畔马勒伊-迪赛、莱皮诺、圣佩克西娜。
莱河畔穆捷的时区为UTC+01:00、UTC+02:00（夏令时）。

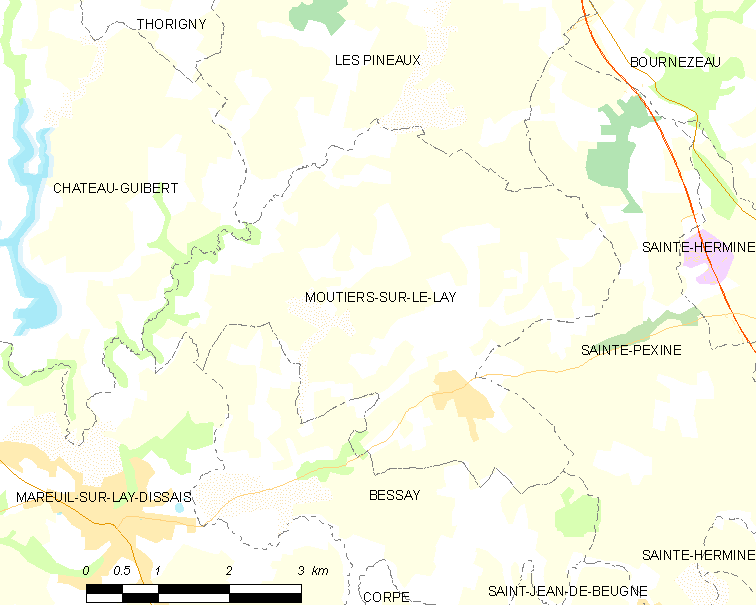
莱河畔穆捷的OSM定位图

## 行政
莱河畔穆捷的邮政编码为85320，INSEE市镇编码为85157。

## 政治
莱河畔穆捷所属的省级选区为莱河畔马勒伊-迪赛县。

## 交通
旺代省省道D7线、D19线、D88线在莱河畔穆捷市中心交汇，另有省道D48线从境内西北部经过。

## 人口

1962-2008年间莱河畔穆捷人口变化图示

莱河畔穆捷于2022年1月1日时的人口数量为823人。